# 髙寺成紀の怪獣ラジオ
『髙寺成紀の怪獣ラジオ』（たかてらしげのりのかいじゅうらじお）は、調布FMで金曜日24:00 ‐ 25:00に放送されていた日本のラジオ番組。
2018年5月26日より毎月最終土曜日の13:00‐14:00に『髙寺成紀の怪獣ラジオ(昼)【かっこひる】』を調布FMにて生放送で再始動している。

## 概要
「映画のまち調布」市制施行60周年記念特別番組として2015年5月1日から2016年3月25日まで放送。
元東映、現角川大映スタジオのプロデューサーである髙寺成紀がパーソナリティーをつとめる。
激走戦隊カーレンジャー、電磁戦隊メガレンジャー、仮面ライダークウガ等、髙寺が東映時代にチーフプロデューサーとして関わった事のある出演者、脚本家、監督、作詞家、作曲家、歌手等をゲストにむかえたコーナー「特撮交友録」のほか、髙寺自身がその経験から、特撮の歴史やキャラクタービジネスについての考察も含めたコーナー「怪ラジペディア」等を語った番組。
番組終了以降は不定期放送となっており。2016年7月22日 22:00 - 1時間の特番として「髙寺成紀の怪獣ラジオ・サマーナイトSP ガチョラも帰還！」の放送。同年12月23日、24時から1時間の特番として『髙寺成紀の怪獣ラジオ 聖夜スペシャル～リア充どころか怪獣だ！』の放送。2017年4月28日には「髙寺成紀の怪獣ラジオ GWスペシャル ぼくトク！丸裸計画」が放送された。

## 出演者・ゲスト

### MC・アシスタント

#### 髙寺成紀の怪獣ラジオ
- 髙寺成紀(MC)

- ガチョラ(アシスタント)

第29回より登場。初期の頃は「ガメちゃん」の名で呼ばれていた。

#### 髙寺成紀の怪獣ラジオ(昼)
- 髙寺成紀

- 仁瓶あすか

### ゲスト

#### 髙寺成紀の怪獣ラジオ
| 2015年 | 2015年           | 2015年         | 2015年   |
| 放送回 | 放送日           | ゲスト         | 備考     |
| ------ | ---------------- | -------------- | -------- |
| 1,2    | 5月1日,8日       | 岸祐二         |          |
| 3,4    | 5月15日,22日     | たなかえり     |          |
| 5,6    | 5月29日,6月5日   | 藤林聖子       |          |
| 7,8    | 6月12日,19日     | 田口清隆       |          |
| 9,10   | 6月26日,7月3日   | 栩原楽人       |          |
| 11,12  | 7月10日,17日     | 伊藤慎         |          |
| 13,14  | 7月24日,7月31日  | 浦沢義雄       |          |
| 15,16  | 8月7日,14日      | 松田賢二       |          |
| 19,20  | 9月4日,11日      | 石田秀範       |          |
| 21,22  | 9月18日,25日     | 七森美江       |          |
| 23,24  | 10月2日,9日      | 鈴村展弘       |          |
| 25,26  | 10月16日,23日    | 葛山信吾       | 酒井一圭 |
| 27,28  | 10月30日,11月6日 | オダギリジョー | 木戸美歩 |
| 29,30  | 11月13日,20日    | 雨宮慶太       |          |
| 31,32  | 11月27日,12月4日 | 三池敏夫       |          |
| 33,34  | 12月11日,18日    | 宮内タカユキ   |          |

| 2016年 | 2016年       | 2016年   | 2016年 |
| 放送回 | 放送日       | ゲスト   | 備考   |
| ------ | ------------ | -------- | ------ |
| 36,37  | 1月8日,15日  | 浦井健治 |        |
| 38,39  | 1月22日,29日 | 佐橋俊彦 |        |
| 40,41  | 2月5日,12日  | 小林靖子 |        |
| 42,43  | 2月19日,26日 | 金田治   |        |
| 44,45  | 3月4日,11日  | 野中剛   |        |
| 46,47  | 3月18日,25日 | 荒川稔久 |        |